# شتالهلم

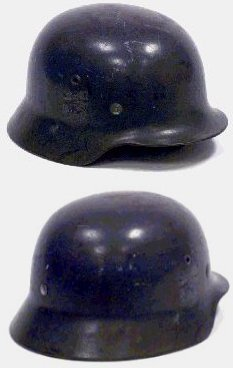
خوذة ستولهلم التي استُعملت خلال الحرب العالمية الأولى

شتالهلم (بالألمانية: Stahlhelm) وتعني خوذة الفولاذ، هي خوذة صممها الجيش الإمبراطوري الألماني في الحرب العالمية الأولى عام 1916. أصبحت رمزا للجندي الألماني حتى نهاية الحرب العالمية الثانية.